# Habrocestum subdotatum
Habrocestum subdotatum là một loài nhện trong họ Salticidae.
Loài này thuộc chi Habrocestum. Habrocestum subdotatum được Lodovico di Caporiacco miêu tả năm 1940.